# Cicindela pamphila
Cicindela pamphila är en skalbaggsart som beskrevs av Leconte 1873. Cicindela pamphila ingår i släktet Cicindela och familjen jordlöpare. Inga underarter finns listade i Catalogue of Life.